# Pseudocurimata boulengeri
Pseudocurimata boulengeri är en fiskart som först beskrevs av Eigenmann, 1907.  Pseudocurimata boulengeri ingår i släktet Pseudocurimata och familjen Curimatidae. Inga underarter finns listade i Catalogue of Life.